# Перси, Томас (епископ Нориджа)
Томас де Перси (англ. Thomas de Percy; около 1332 — 8 августа 1369) — епископ Нориджа (Норвича) с 1356 года; сын Генри де Перси, 2-го барона Перси из Алника, и Идонеи де Клиффорд. Окончил Оксфордский университет и, несмотря на молодость, с подачи своего родственника, Генри Гросмонта, герцога Ланкастерского, в феврале 1355 года был назначен папой римским преемником умершего епископа Уильяма Бейтмена. Был рукоположен 3 января 1356 года.
Каких-то светских должностей при английском дворе Томас не занимал, — возможно, из-за молодости и ранней смерти.

## Происхождение
Томас происходил из второго рода Перси, родоначальником которого был Жоселин де Лувен, младший сын графа Лувена и герцога Нижней Лотарингии Готфрида (Жоффруа) I Бородатого из Лувенского дома, восходившего по женской линии к Каролингам. Жоселин перебрался в Англию после брака своей сестры, Аделизы Лувенской, с королём Генрихом I Боклерком, где женился на Агнес де Перси. Она происходила из англонормандского рода Перси, родоначальник которого Уильям I де Перси после нормандского завоевания обосновался в Англии, получив владения в Йоркшире, Линкольншире, Эссексе и Хэмпшире, а позже посредством брака унаследовавший также земли в Кембриджшире. Центром этих владений был замок Топклиф. После угасания первого рода Перси их владения, составлявшие феодальную баронию Топклиф, унаследовали потомки Агнес и Жоселина, принявшие родовое прозвание матери.
Потомки Жоселина, Генри Перси, получивший в 1299 году титул барона Перси, и Генри Перси, 2-й барон Перси, активно участвовали в войнах с Шотландией, значительно расширив свои владения в Северной Англии, что обеспечило Перси ведущие роли в англо-шотландском Пограничье. Центром их владений стал замок Алник в Нортумберленде, купленный 1-м бароном Перси. Хотя Перси получили также владения в Шотландии, но позже они были утрачены.
2-й барон Перси был женат на Идонее де Клиффорд (умерла 24 августа 1365), дочери другого североанглийского барона — Роберта де Клиффорда, 1-го барона де Клиффорда. Наследником владений Перси стал старшим из их сыновей, Генри, 3-й барон Перси, Томас же был пятым по старшинству сыном, родившимся в этом браке.

## Биография
Томас родился около 1332 или 1333 года, возможно, в родовом замке Алник. Будучи пятым из шести сыновей, он был выбран для духовной карьеры и обучался в Оксфордском университете. В июне 1351 года по просьбе отца при содействии королевы, королевы-матери, а также графов Арундела и Ланкастера Томас получил звание каноника и пребенду Честер-ле-Стрит в Даремской епархии. Следующим назначением Томас был обязан зятю своего брата — Генри Гросмонту, герцогу Ланкастерскому, который в 1355 году находился при папском дворе в Авиньоне в качестве английского посланника, занятого переговорами о мире с Францией. В это время умер второй посланник, епископ Нориджа (Норвича) Уильям Бейтмен, и герцог воспользовался этим, чтобы предложить папе Иннокентию VI в качестве преемника своего родственника Томаса Перси, хотя тому шёл всего 23-й год. В итоге 4 февраля 1355 года папа римский назначил его новым епископом. 14 апреля Томас получил временные полномочия для управления епархией, а его рукоположение произошло 3 января 1356 года.
Дж. Бин указывает, что хотя на момент своего назначения Томас был достаточно молод и занимал привилегированное положение, ничто не указывает на то, что он не был компетентным и добросовестным князем церкви по стандартам своего времени. Сохранился его епископский реестр, состоящий из официальных административных документов, который никак не свидетельствует об обратном. Из документов известно, что Томас был благотворителем при перестройке Нориджского собора. Кроме того, сохранилось его завещание, датированное 25 мая 1368 года и представленное 17 ноября 1369 года, в котором, кроме завещанных родственникам средств, проявляется забота о бедных, а также о слугах своей семьи.
Томас не занимал каких-то светских должностей, что, по мнению Дж. Бина, возможно, объясняется его молодостью и ранней смертью. При этом из сохранившихся документов следует, что епископ был автором петиций во всех заседавших в 1363—1369 годах парламентах, за исключением одного. По мнению историка, главные интересы и карьеру Томаса следует рассматривать с точки зрения положения и влияния Перси, достигнутых его отцом и дедом, особенно в свете назначения его на епископскую кафедру, владения которой находились за пределами власти и влияния семьи.
1 февраля 1362 года Томас присутствовал в Вестминстере при подтверждении договора короля Эдуарда III с королём Кастилии Педро I Жестоким.
Умер Томас 8 августа 1369 года. На основании даты его смерти Дж. Бин полагает, что епископ мог стать жертвой свирепствовавшей в это время чумы.